# Joaquim Campos
Joaquim Campos, de son nom complet Joaquim Fernandes de Campos, né le 5 septembre 1924 et mort le 18 mars 2016, est un ancien arbitre portugais de football. Il fut international de 1954 à 1973.

## Carrière
Il a officié dans des compétitions majeures : 
- Coupe Latine de football 1955 (finale)
- Coupe du monde de football de 1958 (1 match)
- Coupe des villes de foires 1963-1964 (finale)
- Coupe du monde de football de 1966 (1 match)
- Coupe du Portugal de football 1967-1968 (finale)